# 仁川大桥
仁川大桥（：／）是座位于韓國仁川廣域市的斜拉桥，用于连接松岛国际商务区和仁川国际机场。2009年10月，大桥通车时成为续永宗大桥之后的连接永宗岛和仁川的第二条桥梁。截至2010年10月，仁川大桥是韩国最长的斜拉桥， 和世界第7长的斜拉桥。
仁川大桥由三星物产设计并承建。英国合乐集团、Arup等也参与了分包。 工程总投资超过14亿美元。 
由于仁川大桥处在地震带上，因此设计上采取了防震设计。

## 主要事故
2010年5月20日，12位巴士乘客在仁川大桥上因交通事故死亡。